# Паулюс Саударґас
Паулюс Саударґас (Paulius Saudargas; *13 березня 1979, Каунас) — литовський фізик, політичний діяч. Віце-спікер Сейму Литви з 2020 від партії Союз Вітчизни — Литовські християнські демократи. Один із провідних діячів українського лобі в литовському політикумі.

## Біографія
2001 закінчив фізичний факультет Вільнюського університету, отримав ступінь бакалавра фізики та кваліфікацію вчителя фізики. 2003 здобув ступінь магістра біофізики на фізичному факультеті Вільнюського університету. 2007 закінчив докторантуру в Інституті фізики. Галузь досліджень — фотоелектричні, електроакустичні та спектроскопічні дослідження бактеріородопсину.
1999—2000 — провідний фахівець другого відділу оперативного управління Міноборони Литви, де завідував спецтехнікою, криптографією. 2003 — інженер лабораторії метрології електричних величин Інституту фізики напівпровідників.
2002—2007 — інженер лабораторії фізики молекулярних похідних Інституту фізики. Досліджував світлочутливі білки спектроскопічними, фотоелектричними та електроакустичними методами.
2004—2005 — член правління ГО «Молоді християнські демократи». 2005—2007 — член правління Ради литовських молодіжних організацій (LiJOT), голова Комітету з етики.
З 2005 голова громадської організації «За громадянське суспільство». Член Партії Союз Батьківщини — Литовські християнські демократи з 2007.
З 2008 — депутат Сейму, обраний в Юстинішському виборчому окрузі. 2012, 2016 і 2020 знову обраний до Сейму Литовської Республіки, обіймає посаду віце-спікера Сейму Литви.
З початком повномасштабного вторгнення РФ до України 24 лютого 2022 послідовно виступає за надання наступальних озброєнь для ЗСУ. Здійснив три офіційні візити до України, зокрема до звільненого Ізюма. Мав двосторонні зустрічі із спікером Верховної Ради України Русланом Стефанчуком.

## Нагороди
- Орден князя Ярослава Мудрого III ст. (Україна, 28 грудня 2023) — за вагомий особистий внесок у зміцнення міждержавного співробітництва, підтримку державного суверенітету та територіальної цілісності України, популяризацію Української держави у світі[6]

## Родина
Дружина Мілда Саударґе.
Син відомого політика Альґірдаса Саударґаса.